# Artocarpus integer
L'Artocarpus integer és una espècie de planta amb flors del gènere Artocarpus dins la família de les moràcies nativa de la península de Malacca i de la regió de Malèsia.

## Taxonomia
Aquest tàxon va ser publicat per primer cop dins del gènere Artocarpus l'any 1917 a l'obra An Interpretation of Rumphius's Herbarium Amboinense pel botànic estatunidenc Elmer Drew Merrill.

### Sinònims
Els següents noms científics són sinònims d'Artocarpus integer:
- Artocarpus integrifolius L.f.
- Artocarpus polyphemus Pers.
- Radermachia integra Thunb.
- Sitodium cauliflorum Gaertn.
- Sitodium macrocarpon Thunb.
- Saccus integer (Thunb.) Kuntze